# Gare de Stavanger
La gare de Stavanger est une gare ferroviaire située dans la commune de Stavanger, comté du Rogaland.

## Situation ferroviaire
La gare se situe au centre-ville de Stavanger, à 598,70 km d'Oslo.

## Histoire
La gare fut ouverte en 1878, année de la mise en service de la ligne de Jær. Il y avait un château d'eau et un dépôt de charbon  le long de la ligne. 
En 1944, la Sørlandsbanen avec le dernier tronçon allant jusqu'à Egersund fut ouverte jusqu'à Stavanger.

## Service des voyageurs

### Accueil
Des guichets sont ouverts tous les jours. Il y a aussi des automates.
La gare est équipée d'une consigne, d'une mini-banque, d'un kiosque et d'un café.

### Desserte
La gare de Stavanger est terminus des lignes Sørlandsbanen et Jærbanen. Les trains locaux vont à Egersund en s'arrêtant à toutes les gares, les trains grandes lignes vont jusqu'à Oslo mais certains s'arrêtent à Kristiansand. Il faut compter aux alentours de 8 heures de trajet pour rejoindre Oslo.

### Intermodalité
À la sortie de la gare se trouve une station de taxi et des locations de voitures. À proximité de la gare se trouve le terminal des bus  et à 10 min à pied le terminal pour les ferrys. Plusieurs hôtels sont à proximité immédiate de la gare.